# Gao (Xia-König)
Gāo (chinesisch 皋) war ein antiker König des alten China, der 15. Herrscher der halb-legendären Xia-Dynastie. Er regierte möglicherweise 11 Jahre.
Im 3. Jahr seiner Herrschaft stellte Gao die Macht von Shiwei (豕韋) wieder her, dem Adligen, der von Kong Jia – dem Vater von Gao – abgesetzt wurde.